# Alamella flava
Alamella flava är en stekelart som beskrevs av Agarwal 1966. Alamella flava ingår i släktet Alamella och familjen sköldlussteklar. Inga underarter finns listade i Catalogue of Life.